# مونیکا باردم
مونیکا باردم (اسپانیایی: Mónica Bardem‎؛ زادهٔ ۴ مهٔ ۱۹۶۴) یک هنرپیشه اهل اسپانیا است. وی بین سال‌های ۱۹۹۳ تا ۱۹۹۸ میلادی فعالیت می‌کرد.
او در عینِ حال، مدیرِ دو رستورانِ خانوادگی‌شان در مادرید، با نام‌های «باردِم‌ثی‌یا» و «باردِم‌ثی‌یا دِ سانتا آنا» است.
وی خواهر هنرپیشهٔ برجستهٔ اسپانیایی خاویر باردم است و مادر و برادر دیگرش هم هنرپیشه هستند.
او در فیلم عشق نه، فقط دیوانگی بازی کرده است.